# Peruánské námořnictvo
Peruánské námořnictvo (španělsky Marina de Guerra del Perú) je součástí peruánských ozbrojených sil. Hlavní námořní základnou námořnictva je přístav Callao. Vlajkovou lodí peruánského námořnictva je fregata Montero.
Peruánské námořnictvo bylo založeno 8. října 1821 vládou José de San Martína a jeho prvním nasazením byla účast ve válce o nezávislost. Námořnictvo se v 19. století účastnilo několik válek, po porážce od Chile v druhé tichomořské válce však bylo dlouhodobě oslabeno. Teprve od 70. let 20. století proběhlo jeho výrazné rozšíření a modernizace, takže se Peru zařadilo mezi regionální námořní mocnosti.

## Historie

Vlajka peruánského námořnictva

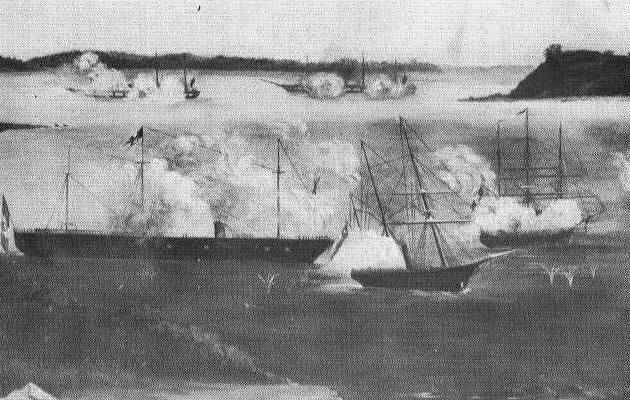
Bitva u Abtaa, 1866

### Založení
Peruánské námořnictvo bylo založeno 8. října 1821 vládou José de San Martína a jeho prvním nasazením byla účast v boji za nezávislost země.

### První tichomořská válka
Roku 1864 vypukla válka se Španělskem, jehož loďstvo zabralo dne 14. dubna 1864 peruánské ostrovy Chinca. To mělo za následek nespokojenost peruánského obyvatelstva, která roku 1865 přerostla v povstání. Povstání se stalo roznětkou války mezi Španělskem a koalicí tvořenou Peru, Ekvádorem, Chile a Bolívií. K otevření bojů došlo 14. ledna 1866 v námořní bitvě u ostrova Chiloé, ve které triumfovaly spojené síly Peru a Chile. Chilská korveta Esmeralda mezitím v bitvě u Papuda obsadila španělský škuner Covadonga a spojenecká eskadra odrazila španělský útok v námořní bitvě u Abtaa. Oslabené španělské loďstvo se vzmohlo na březnové ostřelování a blokádu peruánských přístavů Valparaiso a Callao, v bitvě u Callao přitom utrpělo značné ztráty, které ho přinutily ke stažení z oblasti. Tím konflikt skončil.

### Druhá tichomořská válka

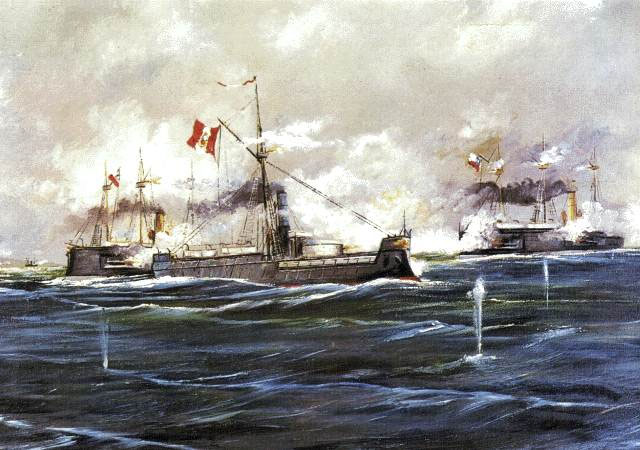
Bitva u Angamosu - peruánský Huáscar v nerovném boji s obrněnci Blanco Encalada a Almirante Cochrane

V druhé tichomořské válce v letech 1879–1883, známé též jako válka o ledek, se střetly někdejší spojenci. Konfliktem se odehrával mezi Chile a koalicí Peru s Bolívií. Příčinou války byly spory mezi Chile a Peru o výnosná naleziště ledku v andské provincii Atacama, ve které byly doposud nejasně vytyčené státní hranice. Námořnictvo Peru přitom bylo v té době výrazně slabší, než u jeho rivala Chile a Bolívie neměla lodě, kterými by ho mohla posílit.
V únoru 1879 došlo k chilskému útoku na bolivijský přístav Antofagasta. Dne 21. května 1879 vyplul velitel peruánského loďstva námořní kapitán Miguel Grau Seminario s obrněncem Huáscar a fregatou Independencia narušit blokádu peruánského přístavu Iquique. V bitvě u Iquique se střetly s dvojicí starých chilských dělových člunů, z nichž jeden potopily, ovšem za cenu ztráty fregaty Independencia, která v boji najela na útes a musela být vyhozena do povětří. Blokáda byla přerušena, ovšem Peruánci výrazně oslabeni.
Kapitán Grau byl s Huáscarem a korvetou Unión velice aktivní a dovedl dlouho znepokojovat nepřítele. Až 8. října 1879 ho zaskočilo a porazilo silnější chilské námořnictvo, se kterým se utkal v námořní bitvě u Angamosu. Námořní kapitán Miguel Grau v bitvě utrpěl smrtelná zranění a stal se peruánským národním hrdinou. Jeho vlajková loď Huáscar byla zajata a dokonce nasazena proti Peru (v Chile se dochovala dodnes).
Po zničení peruánského loďstva došlo k pozemní fázi. Ta započala vyloděním chilského vojska a následující bitvou u Pisaguy, kterou Chile vyhrálo. Jeho armáda následně obsadila celé území provincie Atacamy a navíc i peruánské provincie Arica a Tacna. Zde se vojenské jednotky nezastavily a postoupily až k hlavnímu městu Limě, kterou po ostřelování dobyly. Po několika dalších střetech skončila válka porážkou Peru, které ztratilo provincie Tarapacá, Tacna a Arica, zatímco Bolívie přišla o své ledkové oblasti a tím též přístup k moři.

### 20. století

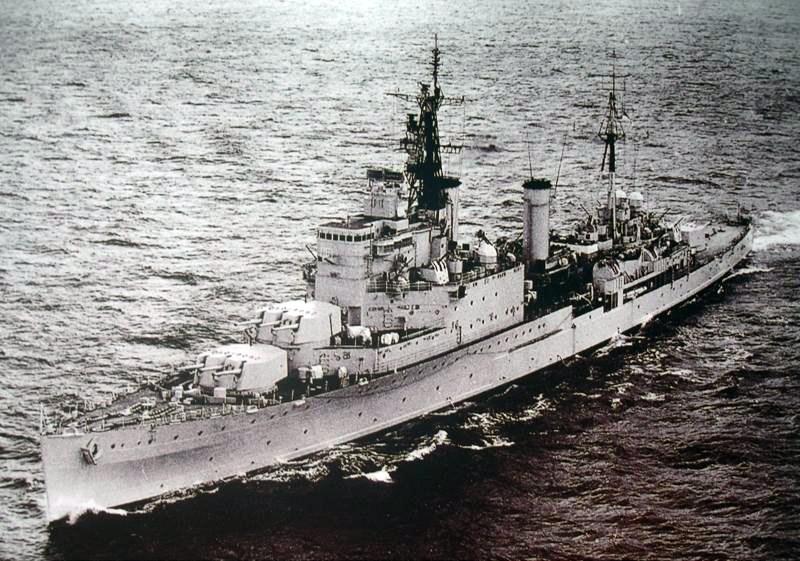
Křižník Capitán Quiñones

Na počátku 20. století došlo k částečné obnově a modernizaci námořnictva. Ve Velké Británii byly zakoupeny chráněné křižníky Almirante Grau a Coronel Bolognesi a ve Francii též dvojice ponorek Ferré a Palacios. K omezenému nasazení námořnictva došlo během konfliktů s Kolumbií (1911 a 1932) a Ekvádorem (1941-1942). Do druhé světové války se Peru okrajově zapojilo teprve v únoru 1945, kdy vyhlásilo válku Německu a Japonsku a zabavilo majetek jejich občanů žijících v zemi. Námořnictvo bylo v té době nepočetné a již zastaralé. Věnovalo se zejména hlídkování v oblasti vlastních námořních tras.
V průběhu 50. let se námořnictvu podařilo z USA získat několik nových plavidel, pocházejících z druhé světové války. Jednalo se o tří americké eskortní torpédoborce třídy Cannon, dvě kanadské fregaty třídy River, americkou fregatu třídy Tacoma a čtyři americké ponorky.
Na prahu 60. let byly vyřazeny oba zcela zastaralé chráněné křižníky, které nahradila dvojice lehkých křižníků třídy Crown Colony — Coronel Bolognesi a Capitán Quiñones, zakoupených v letech 1959–1960 ve Velké Británii. Další posilou ze stejné doby byly rovněž dva americké torpédoborce třídy Fletcher, které v roce 1969 posílily dvě jednotky třídy Daring z Velké Británie.
Ke zlomu ve vývoji námořnictva došlo v 70. letech, kdy začalo jeho výrazné posilování a modernizace, vedoucí k tomu, že se dnes řadí mezi regionální námořní mocnosti. V Nizozemsku byly zakoupeny starší válečné lodě — dva lehké křižníky — Almirante Grau (ex De Ruyter) a Aguirre (ex De Zeven Provincien) a osm torpédoborců tříd Holland a Friesland. Nakoupeny však byly i nově postavené jednotky — čtyři fregaty italské třídy Lupo, šest ponorek německého typu 209 a šest raketových člunů francouzského třídy Velarde (PR-72P) (Peru je klasifikovalo jako korvety). Tyto lodě tvoří jádro námořnictva.
Roku 2017 byl vyřazen lehký křižník Almirante Grau, který sloužil jako vlajková loď. Jádro námořnictva tvoří sedm fregat italského typu Lupo, z nichž část byla odkoupena po jejich vyřazení z italského námořnictva a šest korvet třídy Velarde, odvozených z francouzského typu PR-72. Zásadní posilou je velká výsadková loď Pisco. Peru rovněž udržuje silné ponorkové loďstvo, které aktuálně tvoří šestice ponorek německého typu 209.

## Složení

### Fregaty
- Třída Lupo

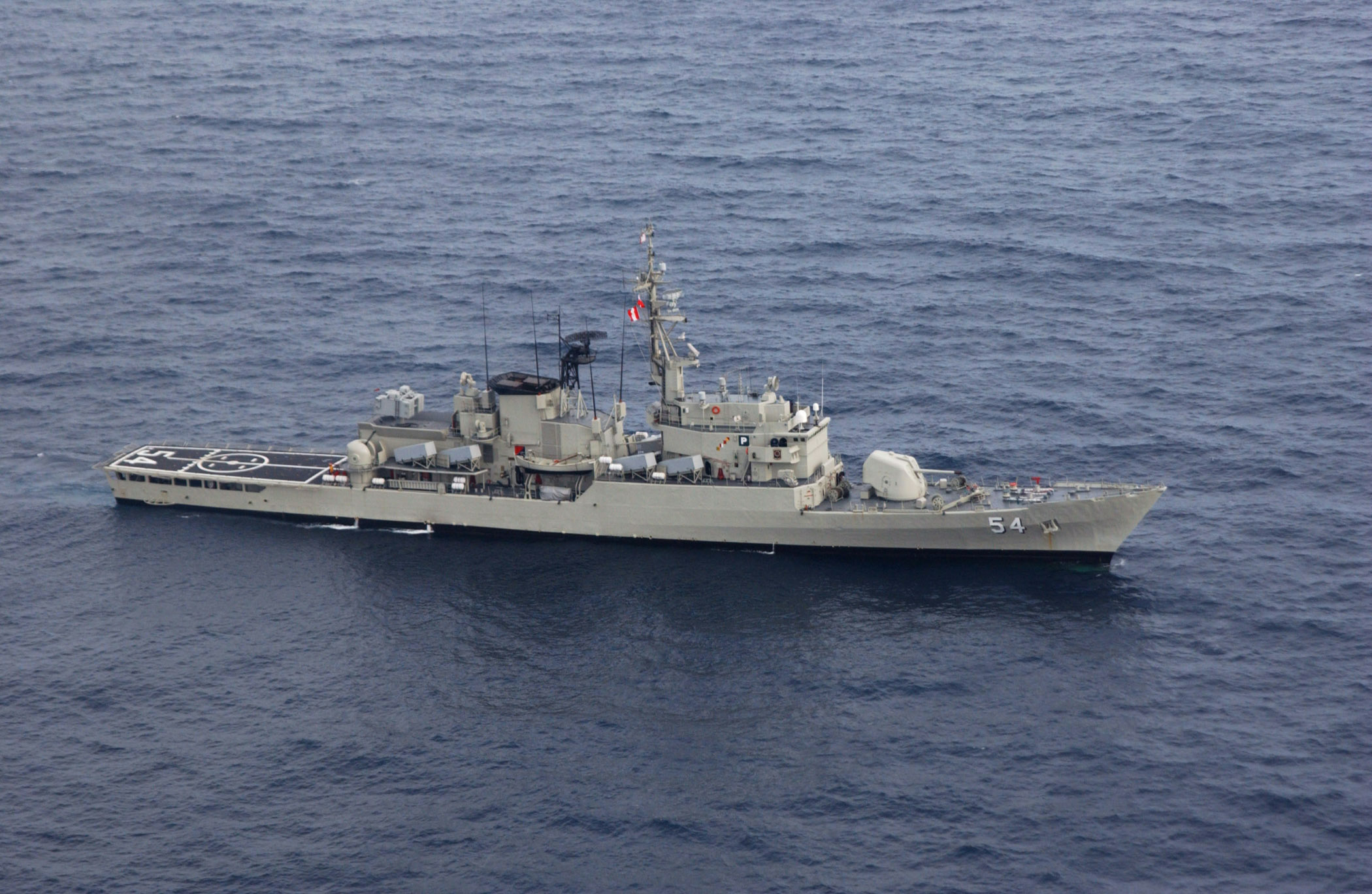
Fregata Mariátegui (FM-54)

  - BAP Montero (FM-53) – vlajková loď
  - BAP Mariátegui (FM-54)
  - BAP Aguirre (FM-55)
  - BAP Palacios (FM-56)
  - BAP Bolognesi (FM-57)
  - BAP Quiñones (FM-58)

### Korvety

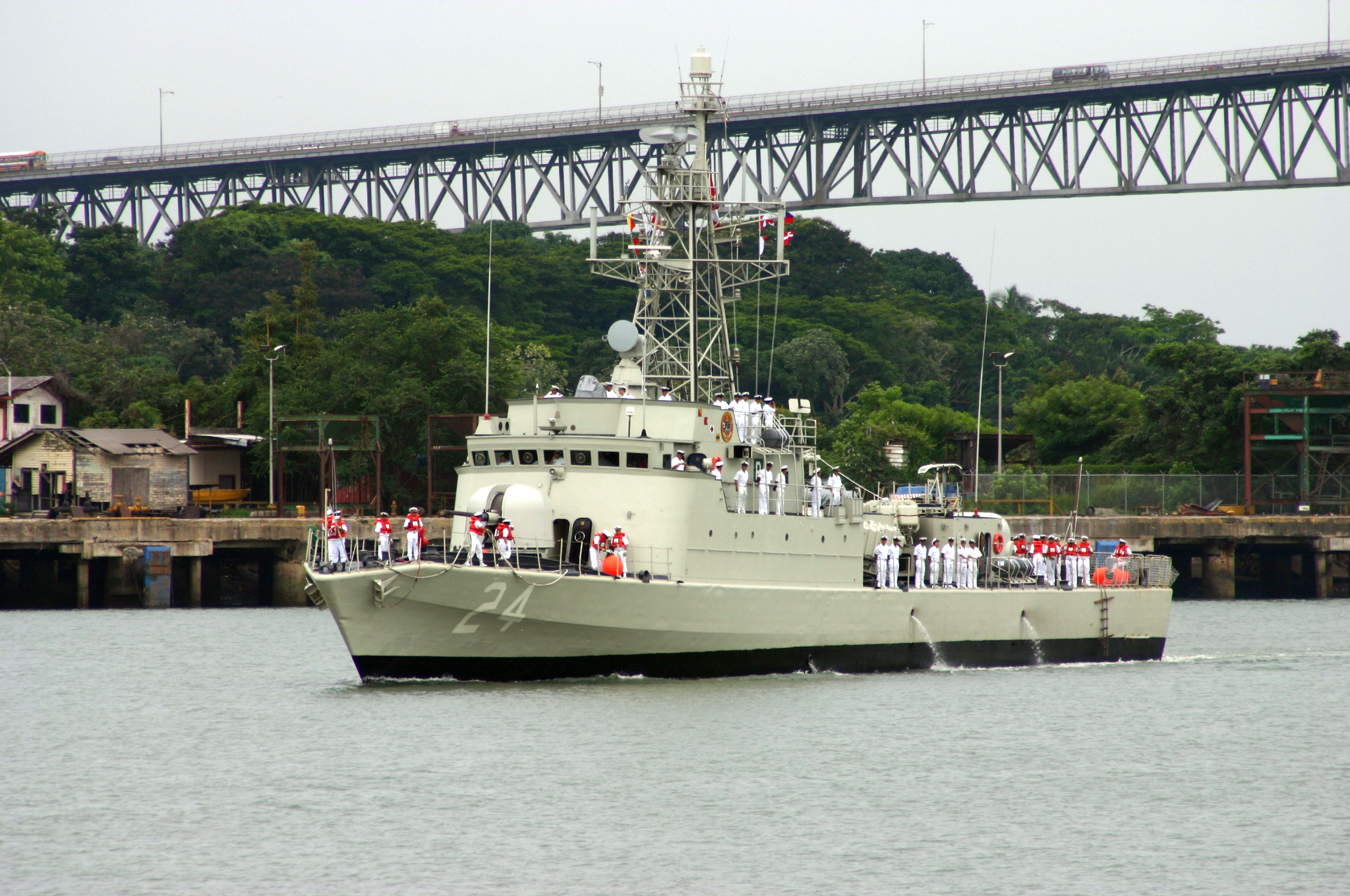
Korveta Herrera (CM-24)

- Třída Pchohang
  - BAP Ferré (CC-27)
  - BAP Guise (CC-28)

- Třída Velarde (PR-72P)
  - BAP Santillana (CM-22)
  - BAP De los Heros (CM-23)
  - BAP Herrera (CM-24)
  - BAP Larrea (CM-25)
  - BAP Sánchez Carrión (CM-26)

### Ponorky

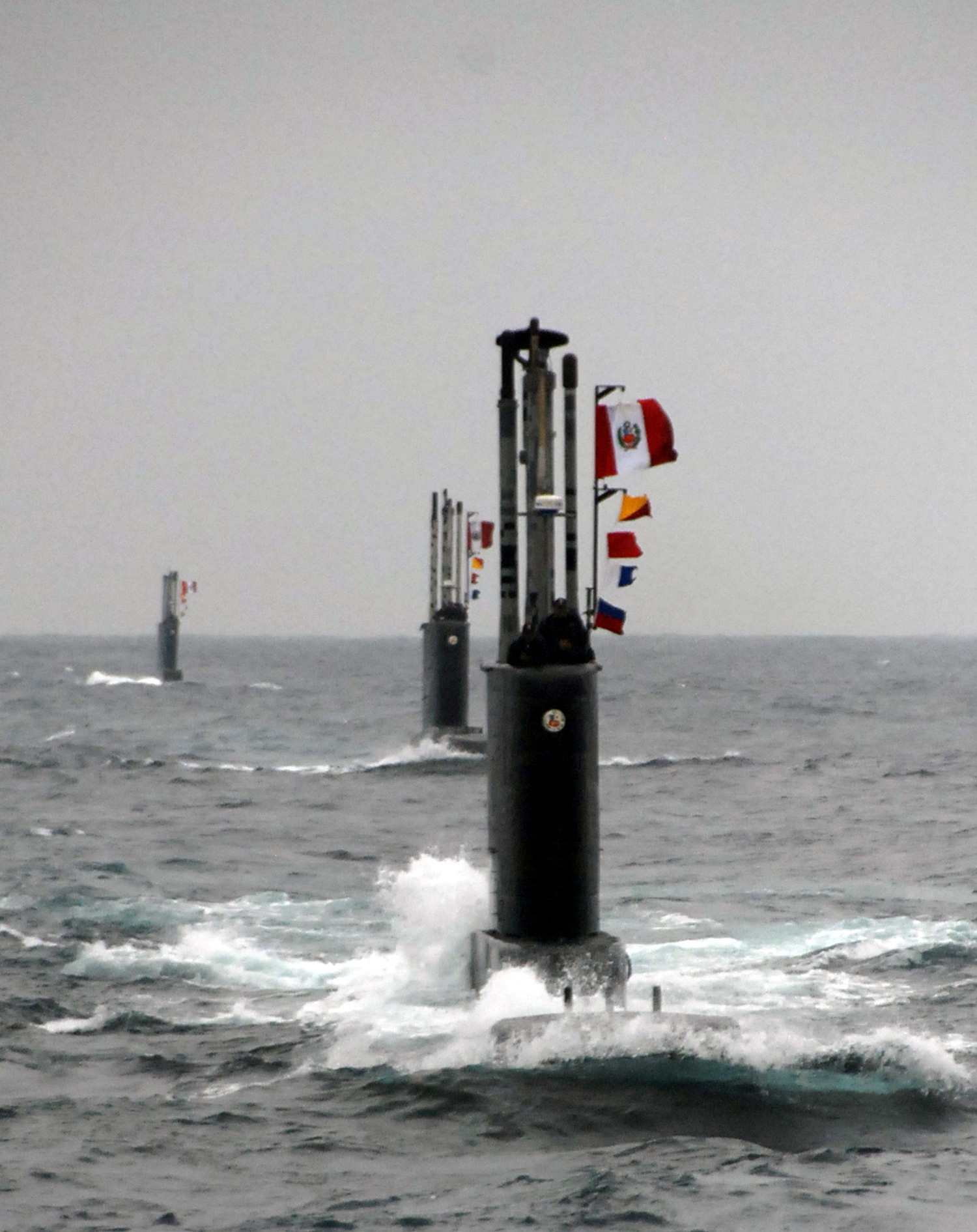
Peruánské ponorky při cvičení

- Typ 209
  - BAP Angamos (SS-31)
  - BAP Antofagasta (SS-32)
  - BAP Pisagua (SS-33)
  - BAP Chipana (SS-34)
  - BAP Islay (SS-35)
  - BAP Arica (SS-36)

### Výsadková plavidla
- Třída Makassar
  - BAP Pisco (AMP-156)
  - BAP Paita (AMP-157)

- Třída Terrebonne Parish
  - BAP Eten (DT-144)

### Pomocná plavidla
- BAP Tacna (ARL-158) – zásobovací tanker (ex Amsterdam)

- BAP Carrasco (BOP-171) – oceánografická výzkumná loď

- BAP Unión (BEV-161) – cvičná loď

## Plánované akvizice
- Roku 2024 objednána fregata (3400 t), oceánská hlídková loď (2200 t) a dvě výsadkové lodě (1500 t), které má do roku 2029 postavit loděnice Servicios Industriales de la Marina (SIMA) se strategickým partnerem v podobě jihokorejské loděnice HD Hyundai Heavy Industries (HD HHI).[7] Stavba zahájena v lednu 2025.[8]

## Plovoucí muzea

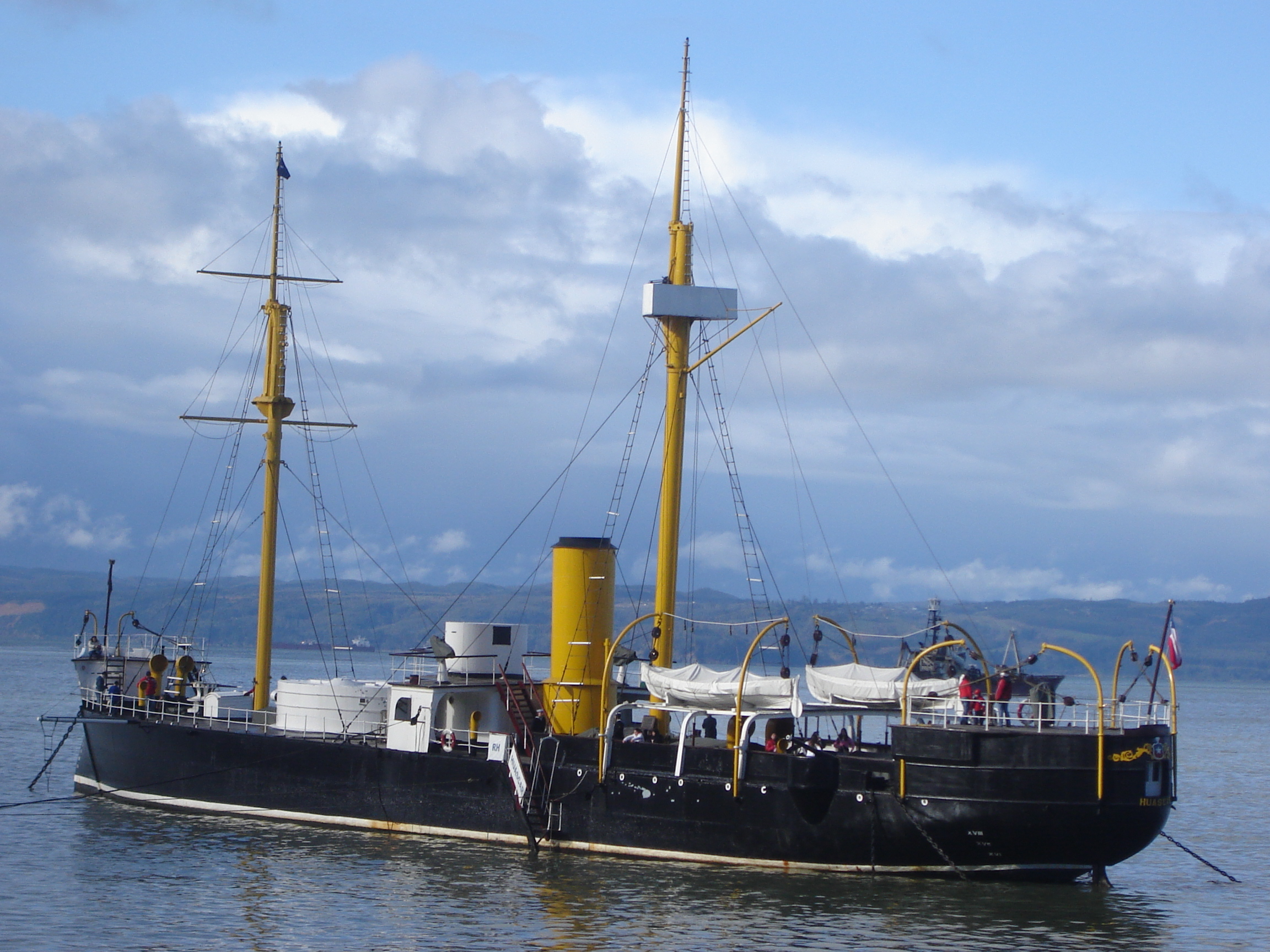
Huáscar

Jako plovoucí muzeum byla zachována peruánská ponorka Abtao (S42) třídy Lobo, vyřazená ze služby roku 1998.
Dodnes se zachovala též obrněná věžová loď Huáscar, zajatá loďstvem Chile v bitvě u Angamosu za druhé tichomořské války. Plavidlo je dodnes vedeno ve stavu chilského námořnictva a snahy Peru o jeho navrácení byly neúspěšné.

## Hodnosti
- Almirante
- Vicealmirante
- Contralmirante
- Capitán de navío
- Capitán de fragata
- Capitán de corbeta
- Teniente primero
- Teniente segundo
- Alférez de fragata